# 梅維爾鎮區 (明尼蘇達州休斯頓縣)
梅維爾鎮區（英語：Mayville Township）是位於美國明尼蘇達州休斯頓縣的一個行政鎮區。

## 地方資料
梅維爾鎮區的面積為79.36平方千米，當中陸地面積為79.01平方千米，而水域面積為0.35平方千米。根據2020年美國人口普查的數據，當地共有人口366人，而人口密度為每平方千米4.61人。